# Veneția de Jos
Veneția de Jos – wieś w Rumunii, w okręgu Braszów, w gminie Părău. W 2011 roku liczyła 633 mieszkańców.